# Elisa Donovan
Lisa 'Elisa' Adaline Donovan (Poughkeepsie, 3 februari 1971) is een Amerikaans actrice. Ze verscheen in 1994 voor het eerst op televisie in twee afleveringen van de tienerserie Blossom. Een jaar later maakte ze haar filmdebuut als Amber Mariens in Clueless.
Clueless was in meerdere opzichten een belangrijke factor in de acteercarrière van Donovan, want het verzekerde haar jaren van werk. Toen er een gelijknamige serie op de film volgde, mocht ze namelijk van 1996 tot en met 1999 nog 61 keer in de huid van Mariens kruipen. In de tussentijd verscheen Donovan ook in enkele films, zoals in A Night at the Roxbury.

Na drie seizoenen werd Clueless stopgezet, waarna Donovan in 2000 opnieuw een vaste rol in een televisieserie bemachtigde. Van 2000 tot in 2003 was ze te zien als Morgan Cavanaugh in Sabrina, the Teenage Witch.

## Anorexia
Donovan was in haar jeugd danseres en turnster. Op een zeker moment sloeg ze door in het terugbrengen van haar lichaamsgewicht. Daardoor leed ze van 1993 tot in 1995 zwaar aan anorexia nervosa, maar wist het tij te keren. Over haar ziekteperiode en het herstel daarvan praatte Donovan met auteurs Gary Stromberg en Jane Merrill. Zij namen haar verhaal op in het in 2006 verschenen boek Feeding The Fame, waarin meer bekende personen uit de amusementswereld vertellen over hun ervaringen met eetstoornissen.

### Filmografie
- Exclusief televisiefilms
- Chasing Happiness (2009)
- 15 Minutes of Fame (2008)
- The Bliss (2006)
- Kiss Me Again (2006)
- TV: The Movie (2006)
- A Girl's Guide to Depravity (2004)
- Bandwagon (2004)
- Wolves of Wall Street (2002)
- Rebound Guy (2001)
- Liars Club (2001)
- Loving Jezebel (1999)
- 15 Minutes (1999)
- Pop (1999)
- A Night at the Roxbury (1998)
- Clueless (1995)
- Café Babel (1995)